# Azilia vachoni
Azilia vachoni är en spindelart som först beskrevs av Lodovico di Caporiacco 1954.  Azilia vachoni ingår i släktet Azilia och familjen käkspindlar.
Artens utbredningsområde är Franska Guyana. Inga underarter finns listade.